# Yushania dafengdingensis
Yushania dafengdingensis là một loài thực vật có hoa trong họ Hòa thảo. Loài này được T.P.Yi miêu tả khoa học đầu tiên năm 1996.